# Парфёнов, Денис Андреевич
Дени́с Андре́евич Парфёнов (род. 22 сентября 1987, Москва) — российский политический деятель. Член Коммунистической партии Российской Федерации (с 2007 года), секретарь Московского городского комитета КПРФ (с 2014 года), кандидат в члены ЦК КПРФ. Депутат Государственной думы, член фракции КПРФ (с 2016 года).
Из-за поддержки российской агрессии во время российско-украинской войны находится под персональными международными санкциями.

## Биография
Родился 22 сентября 1987 года в городе Москве. По национальности — русский.
Выпускник кафедры «Стратегического планирования и экономической политики» факультета государственного управления Московского государственного университета имени М. В. Ломоносова по специальности «политология».
С августа 2009 года по август 2011 года работал в Сбербанке России.
В 2011—2013 годах работал ассистентом кафедры стратегического планирования и экономической политики факультета государственного управления МГУ им. М. В. Ломоносова.

## Политическая деятельность
В 2005 году, будучи студентом 1 курса, вступил в ряды Союза коммунистической молодёжи (СКМ), молодёжной организации при КПРФ (ныне — ЛКСМ РФ). За время своей работы в комсомоле прошёл путь от рядового члена организации до секретаря городского комитета ЛКСМ по организационной работе.
В 2007 году вступил в ряды Коммунистической партии Российской Федерации, встал на учёт в Ленинском местном отделении КПРФ (район Хамовники), которое затем возглавил. Вначале вошёл в состав бюро районного комитета, а затем (в 2012 г.) избран Первым секретарём местного отделения КПРФ «Ленинское». Позже вошёл в состав Московского городского комитета КПРФ, затем в бюро МГК КПРФ (в 2013 году). В бюро возглавлял Комиссию по работе с молодёжью при МГК КПРФ. В 2014 году избран на должность секретаря МГК КПРФ по вопросам агитации и пропаганды.
С сентября 2011 года по декабрь 2012 года — консультант Отдела ЦК КПРФ по информационно-аналитической работе и проведению выборных кампаний, работал под началом Сергея Обухова.
С декабря 2012 года по октябрь 2015 года — помощник депутата Государственной думы VI созыва Сергея Левченко.
В последние годы работал в партийных органах КПРФ.
25 июня 2016 года выдвинут кандидатом в депутаты Государственной думы VII созыва в избирательном округе № 200. Город Москва — Медведковский одномандатный избирательный округ.
Является кандидатом в члены ЦК КПРФ.
Политолог Илья Гетман называет его «молодым реваншистом», «всерьез собирающимся „строить социализм, угрожая мировой буржуазии термоядерным оружием“».
C 2024 года Денис Парфёнов стал участником протестной активности экологического толка в Домодедовском и Пушкинском районах Подмосковья, присоединившись к движению "Люди дела", созданному подмосковными радикальными коммунистами Алексеем Житковым и дважды судимым Кириллом Палагиным. Член Общественной палаты РФ Армен Гаспарян считает, что протесты подмосковного населения против индустриальных проектов, в которых участвует Парфёнов, на самом деле являются инструментом давления на бизнес и политической провокацией в преддверии избирательного цикла.

## Выборы в Государственную думу VII созыва
18 сентября 2016 года был избран депутатом Государственной думы Российской Федерации VII созыва по 200 Медведковскому одномандатному избирательному округу города Москвы. Выдвинут партией КПРФ, одержал победу на выборах с результатом в 28611 голосов (19,11 %).
| Место | Кандидаты в депутаты ГД ФС РФ  | Партия                | Полученный процент | Количество полученных голосов         |
| ----- | ------------------------------ | --------------------- | ------------------ | ------------------------------------- |
| 1     | Парфёнов Денис Андреевич       | КПРФ                  | 19,11 %            | 28611 — победитель, избранный депутат |
| 2     | Добрынин Сергей Александрович  | ЛДПР                  | 15,93 %            | 23842                                 |
| 3     | Бабушкин Андрей Владимирович   | Яблоко                | 13,92 %            | 20831                                 |
| 4     | Митволь Олег Львович           | Зеленые               | 13,21 %            | 19776                                 |
| 5     | Рублева Юлия Владимировна      | Справедливая Россия   | 11,67 %            | 17463                                 |
| 6     | Блинов Вячеслав Борисович      | Коммунисты России     | 5,56 %             | 8327                                  |
| 7     | Мариничев, Дмитрий Николаевич  | Партия роста          | 5,01 %             | 7501                                  |
| 8     | Траханов Федор Анисимович      | Гражданская Сила      | 4,86 %             | 7282                                  |
| 9     | Журавлев Алексей Владимирович  | Патриоты России       | 3,53 %             | 5280                                  |
| 10    | Григорович Кристина Георгиевна | Гражданская Платформа | 1,6 %              | 2388                                  |
| 11    | Барсукова Татьяна Митрофановна | Единая Россия         | -                  | Снятие с выборов                      |

## Выборы в Государственную думу VIII созыва
18 марта 2021 года в своём Telegram-канале объявил о выдвижении на выборы в Государственную Думу VIII созыва по 200 Медведковскому одномандатному округу, его кандидатура была поддержана Московским городским комитетом КПРФ, его соперниками (на 22 июня 2021 года) являются правозащитник Андрей Бабушкин и самовыдвиженец актёр Дмитрий Певцов (поддерживается «Единой Россией» и мэрией Москвы).
15 сентября 2021 года Денис Парфёнов попал в список кандидатов, поддержанных «Умным голосованием» команды Алексея Навального.
Одерживая уверенную победу на очном голосовании, в итоге потерпел поражение от Певцова в результате применения дистанционного электронного голосования. Отказался признавать результаты выборов, как сфальсифицированные, и потребовал их отмены. Принял участие в митинге КПРФ на Пушкинской площади ночью 20 сентября, где призвал противников действующей власти выходить на улицы, пока результаты ДЭГ не будут отменены.

## Деятельность в Государственной думе 7 созыва
Член фракции Политической партии «Коммунистическая партия Российской Федерации». Член комитета Государственной думы по федеративному устройству и вопросам местного самоуправления.

## Международные санкции
Из-за поддержки российской агрессии и нарушения территориальной целостности Украины во время российско-украинской войны находится под персональными международными санкциями разных стран.
23 февраля 2022 года внесен в санкционные списки Евросоюза за действия и политику, которые подрывают территориальную целостность, суверенитет и независимость Украины и еще больше дестабилизируют Украину.
24 февраля 2022 года, включён в санкционный список Канады «близких соратников режима» за голосование о признании независимости «так называемых республик в Донецке и Луганске».
24 марта 2022 года, на фоне вторжения России на Украину, включен в санкционный список США за «соучастие в войне Путина» и «поддержку усилий Кремля по вторжению в Украину», Госдеп США заявил, что депутаты Госдумы используют свои полномочия для преследования инакомыслящих и политических оппонентов, нарушают свободу информации, ограничивают права человека и основные свободы граждан России.
По аналогичным основаниям находится с 11 марта 2022 года под санкциями Великобритании. С 25 февраля 2022 года — Швейцарии. С 26 февраля 2022 года — Австралии. С 12 апреля 2022 года — Японии. Указом президента Украины Владимира Зеленского от 7 сентября 2022 находится под санкциями Украины. С 3 мая 2022 года — Новой Зеландии.